# Campeonato Asiático de Atletismo de 2015 - 100 m com barreiras feminino
A prova dos 100 metros com barreiras feminino do Campeonato Asiático de Atletismo de 2015 foi disputada no dia 3 de junho de 2015 no Wuhan Stadium em Wuhan, na China. 

## Recordes
Antes desta competição, os recordes mundiais e do campeonato nesta prova eram os seguintes:
|                       | Nome             | Nacionalidade | Tempo  | Local        | Data                 |
| --------------------- | ---------------- | ------------- | ------ | ------------ | -------------------- |
| Recorde mundial       | Yordanka Donkova | Bulgária      | 12s 21 | Stara Zagora | 20 de agosto de 1988 |
| Recorde do campeonato | Su Yiping        | China         | 12s 99 | Jacarta      | 2000                 |
| Recorde asiático      | Olga Shishigina  | Cazaquistão   | 12s 44 | Lucerna      | 27 de junho de 1995  |

## Medalhistas
| Ouro              | Prata                       | Bronze             |
| Wu Shuijiao (CHN) | Anastassiya Pilipenko (KAZ) | Ayako Kimura (JPN) |

## Cronograma
Todos os horários são locais (UTC+8)
| Data       | Hora  | Evento  |
| ---------- | ----- | ------- |
| 3 de junho | 11:00 | Bateria |
| 3 de junho | 16:35 | Final   |

## Resultados

### Bateria
Qualificação: 2 atletas de cada bateria  (Q) mais os 2 melhores qualificados (q). 
| Posição | Bateria | Atleta                | Nacionalidade | Tempo | Notas |
| ------- | ------- | --------------------- | ------------- | ----- | ----- |
| 1       | 1       | Wu Shuijiao           | China         | 13.21 | Q     |
| 2       | 2       | Anastassiya Pilipenko | Cazaquistão   | 13.31 | Q     |
| 3       | 2       | Hitomi Shimura        | Japão         | 13.35 | Q     |
| 4       | 2       | Kang Ya               | China         | 13.44 | Q     |
| 5       | 1       | Jung Hye-lim          | Coreia do Sul | 13.46 | Q     |
| 6       | 1       | Ayako Kimura          | Japão         | 13.51 | Q     |
| 7       | 2       | Sun Yawei             | China         | 13.53 | q     |
| 8       | 2       | Gayathri Govindaraj   | Índia         | 13.60 | q     |
| 9       | 1       | Valentina Kibalnikova | Uzbequistão   | 13.82 |       |
| 10      | 2       | Lui Lai Yiu           | Hong Kong     | 14.05 |       |
| 11      | 1       | Hsieh Shi-En          | Taipé Chinesa | 14.16 |       |
| 12      | 1       | P. Deepika            | Índia         | 14.25 |       |
| 13      | 1       | Trinh Thi Thu Mai     | Vietname      | 14.97 |       |
| 14      | 2       | Kerstin Ong           | Singapura     | 15.55 |       |
| 15      | 2       | Christel El Saneh     | Líbano        | 15.63 |       |

### Final
A final da prova ocorreu dia 3 de junho às 16:35.
| Posição           | Raia | Atleta                | Nacionalidade | Resultados | Notas |
| ----------------- | ---- | --------------------- | ------------- | ---------- | ----- |
| Medalha de ouro   | 4    | Wu Shuijiao           | China         | 13.12      |       |
| Medalha de prata  | 5    | Anastassiya Pilipenko | Cazaquistão   | 13.33      |       |
| Medalha de bronze | 9    | Ayako Kimura          | Japão         | 13.41      |       |
| 4                 | 8    | Kang Ya               | China         | 13.46      |       |
| 5                 | 6    | Hitomi Shimura        | Japão         | 13.48      |       |
| 6                 | 7    | Jung Hye-lim          | Coreia do Sul | 13.54      |       |
| 7                 | 2    | Gayathri Govindaraj   | Índia         | 13.69      |       |
| 8                 | 3    | Sun Yawei             | China         | 13.72      |       |

Legenda
| Recorde mundial       | Recorde mundial (World record)               |                       | Recorde africano                      | Recorde africano (African) |                                           | Q | Classificado por posição (Qualified) |
| Recorde do campeonato | Recorde do campeonato (Championship record)  | Recorde da América    | Recorde da América (Americas)         | q                          | Classificado por melhor tempo (Qualified) |   |                                      |
| Melhor marca do ano   | Melhor marca do ano (World leading)          | Recorde asiático      | Recorde asiático (Asian)              | DNS                        | Não largou (Did not start)                |   |                                      |
| Recorde nacional      | Recorde nacional (National record)           | Recorde europeu       | Recorde europeu (European)            | DNF                        | Não terminou (Did not finish)             |   |                                      |
| Recorde pessoal       | Recorde pessoal do atleta (Personal best)    | Recorde da Oceania    | Recorde da Oceania (Oceania)          | DSQ / DQ                   | Desclassificado (Disqualified)            |   |                                      |
| Recorde da temporada  | Recorde da temporada do atleta (Season best) | Recorde sul-americano | Recorde sul-americano (South America) | NM                         | Sem marca (No mark)                       |   |                                      |